# Catete
Catete – miasto w Angoli, w prowincji Luanda.